# Euryoryzomys legatus
Euryoryzomys legatus és una espècie de mamífer rosegador de la família dels cricètids. Viu a altituds d'entre 500 i 2.100 msnm a l'Argentina i Bolívia. El seu hàbitat natural són els boscos subtropicals no pertorbats. Es creu que no hi ha cap amenaça significativa per a la supervivència d'aquesta espècie, però algunes poblacions sí que estan en perill de desaparició.